# Danius Lygis
Danius Lygis (* 15. September 1948 im Rayon Molėtai, Litauische SSR) ist ein litauischer Ökologe, Dozent der MRU-Universität, ehemaliger Politiker, litauischer Umweltschutzminister und stellvertretender Umweltminister.

## Biografie
Nach dem Abitur 1964 an der Mittelschule Suginčiai studierte Danius Lygis am Technikum für Hydromelioration Panevėžys sowie später Biologie und danach Ökologie an der Universität Vilnius. Er absolvierte die Aspirantur im Fernstudium und promovierte am Institut für Botanik.
Seit 1996 ist er Dozent der VGTU und später auch der MRU. Danius Lygis ist Leiter der Unterabteilung für genetisch modifizierte Organismen der Abteilung für Naturschutz im Umweltministerium Litauens.
Danius Lygis ist verheiratet mit Frau Alė, VGTU-Mitarbeiterin, sie haben die Söhne Ramūnas, Wirtschaftswissenschaftler, und Vaidotas, Forstwissenschaftler.

## Publikationen
- Genetiškai modifikuotų organizmų naudojimo reglamentavimas Lietuvoje ir verslo plėtra. MRU Leidybos centras, 2004.